# Rio Humaitá (vattendrag i Brasilien, Acre, lat -8,90, long -71,37)
Rio Humaitá är ett vattendrag i Brasilien.   Det ligger i delstaten Acre, i den västra delen av landet, 2 700 km väster om huvudstaden Brasília.
I omgivningen kring Rio Humaitá växer i huvudsak städsegrön lövskog. Området är nästan obefolkat, med mindre än två invånare per kvadratkilometer.